# Hornia
Hornia là một chi bọ cánh cứng trong họ Meloidae.
Chi này được miêu tả khoa học năm 1877 bởi Riley.

## Các loài
Các loài trong chi này gồm:
- Hornia boharti Linsley, 1942
- Hornia gigantea Wellman, 1911
- Hornia mexicana (Dugès, 1889)
- Hornia minutipennis Riley, 1877
- Hornia neomexicana (Cockerell, 1899)